# Mahmud Shah Bahadur
Bidar Bakht Mahmud Shah Bahadur hay Shah Jahan IV là Hoàng đế Mogul thứ mười tám và cai trị trong một thời gian ngắn vào năm 1788 sau khi Shah Alam II bị Ghulam Kadir phế truất.